# Fawzia Al-Abbasi
Fawzia Al-Abbasi (em árabe: فوزية العباسي; outubro de 1940 - 27 de abril de 2021) foi uma jornalista egípcia e pioneira da televisão. Ela apresentou muitos programas de televisão desde o início da transmissão televisiva no Egipto em 1960, mais notavelmente: Twenty Questions, for Adults Only, The World of Literature. Fawzia Al-Abbasi mudou-se mais tarde para os Emirados Árabes Unidos, onde apresentou programas de televisão de sucesso. Ela voltou ao Egipto em 1986 e iniciou dois novos programas: Cartas e Números e Kalima à Noite.
Al-Abbasi morreu em 27 de abril de 2021, aos 80 anos.